# باشگاه فوتبال تورپدو کوتائیسی
باشگاه فوتبال تورپدو کوتائیسی (انگلیسی: FC Torpedo Kutaisi) یک باشگاه فوتبال مستقر در کوتائیسی، گرجستان است که در حال حاضر در لیگ ملی فوتبال گرجستان، بالاترین رده لیگ فوتبال در این کشور، به رقابت می‌پردازد.

## تاریخچه

### ۲۰۱۹–۲۰۲۲: افت
سال ۲۰۱۹ با موفقیت دیگری آغاز شد. در سوپر کاپ، تورپدو سابورتالو را شکست داد و پنجمین عنوان خود را در ۲۶ ماه به دست آورد.
در مارس، روند شکست ناپذیری تورپدو که شامل ۲۷ بازی بود، به پایان رسید. اما وضعیت بدتر از آن نیز پیش آمد. مشکلات مالی دوباره به شدت به باشگاه ضربه زد و منجر به خروج دوازده بازیکن تا ژوئیه شد. هواداران چندین تجمع برگزار کردند و خواستار استعفای زال چچوا شدند. در یک مصاحبه، کاپیتان روین کواسخوادزه وضعیت کلی تیم را غیرقابل تحمل توصیف کرد و درخواست کمک کرد.
در لیگ، یک پیروزی در ۱۵ مسابقه، تورپدو را به نزدیکی منطقه سقوط نزدیک کرد. در اواخر اوت، زال چچوا خروج خود را از تورپدو اعلام کرد. اگرچه وضعیت کلی به قدری پیچیده بود که در اکتبر، باشگاه با یازده بازیکن زیر ۱۸ سال، از جمله دروازه‌بان ۱۳ ساله سوسو کاپالیانی، به مصاف سابورتالو رفت.
به‌طور عمده به‌واسطه امتیازاتی که در اوایل این فصل به دست آمده بود، تورپدو در لیگ ماند، اما کاخا چختیانی که ۳۹ ماه در راس بود، در دسامبر با باشگاه وداع کرد.
پس از یک سری مذاکرات با سرمایه‌گذارانی که به خرید باشگاه علاقه‌مند بودند، توافقی در فوریه ۲۰۲۰ به دست آمد. مالک جدید، فابریزیو مانینی، اعلام کرد که یک دوره جدید در تاریخ تورپدو آغاز خواهد شد، اگرچه دوره او فقط یک فصل طول کشید.
به مدت دو سال متوالی دیگر، تورپدو مجبور به مواجهه با سقوط بود. در سال ۲۰۲۱، حمایت عظیم هواداران به تیم کمک کرد تا به طرز چشمگیری یک عقب‌ماندگی دو گل را پس از شکست در بازی رفت پلی‌آف از مرانی مارتویلی جبران کند.

### بازگشت به اوج: از ۲۰۲۲
در سپتامبر ۲۰۲۱، تورپدو در حراجی توسط New Vision University خریداری شد. با بازگشت ثبات مالی و سرمربی کاخا چختیانی برای بار سوم، تیم به تدریج عملکرد خود را بهبود بخشید و در سال ۲۰۲۲، پس از چهار سال خشکسالی قهرمانی، با کسب جام ملی برای پنجمین بار، موفق شد. در مه ۲۰۲۳، استیو کین به عنوان سرمربی منصوب شد که تیم را شش ماه بعد به مقام سوم رساند. سال بعد، تورپدو دلیل دیگری برای جشن داشت زیرا باشگاه سومین قهرمانی سوپر کاپ خود را در هفت سال به دست آورد.